# 1978 في كندا
فيما يلي قوائم الأحداث التي وقعت خلال عام 1978 في كندا.

## أحداث
- 3 أغسطس – دورة ألعاب الكومنولث 1978

## رياضة
- 8 أكتوبر – جائزة كندا الكبرى 1978 الفائز جيل فيلنوف.

## كتب
من الكتب التي صدرت هذه السنة في كندا:
- 1 يناير – لغة البرمجة سي من تأليف براين كيرنيغان.

## مواليد

### يناير
- 24 يناير – مارك هيلدريث ممثل كندي.
- 27 يناير – تامي ساتون براون لاعبة كرة سلة من الولايات المتحدة الأمريكية.

### أبريل
- 7 أبريل – روبن هارت لاعب كرة قدم كندي.
- 8 أبريل – راشيل روبرتس
- 26 أبريل – بابلو شرايبر ممثل أمريكي.
- 26 أبريل – ستانا كاتيك ممثلة أمريكية.
- 29 أبريل – مات أوستن ممثل كندي.

### مايو
- 11 مايو – آرون أولسون لاعب كرة سلة نيوزيلندي.
- 15 مايو – دواين دي روزاريو لاعب كرة قدم كندي.
- 15 مايو – كارولين دافيرناس ممثلة كندية.
- 18 مايو – تشاد دونيلا ممثل كندي.
- 21 مايو – جمال ماغلوار لاعب كرة سلة كندي.

### يونيو
- 21 يونيو – إيريكا دورانس

### أغسطس
- 12 أغسطس – هايلي ويكينهايزر

### سبتمبر
- 21 سبتمبر – باولو كوستنزو ممثل كندي.
- 28 سبتمبر – لوكاس براينت ممثل كندي-أمريكي.

### أكتوبر
- 5 أكتوبر – جيسي بالمر
- 17 أكتوبر – إيرين كاربليك ممثلة كندية.

### نوفمبر
- 17 نوفمبر – رايتشل مكأدامز ممثلة كندية.

### ديسمبر
- 2 ديسمبر – نيللي فرتادو
- 14 ديسمبر – كيم سانت بيير لاعبة هوكي جليد كندية.
- 22 ديسمبر – جوان كيلي ممثلة كندية.
- 23 ديسمبر – إيستيلا وورن

## وفيات

### سبتمبر
- 9 سبتمبر – جاك وارنر (مواليد 1892)

### أكتوبر
- 30 أكتوبر – والاس ماكدونالد (مواليد 1891)